# 160e régiment d'artillerie
Le 160e régiment d'artillerie est une unité d'artillerie de l'armée française, créée en 1918 et dissoute en 1940. Le régiment combat pendant la Première et la Seconde Guerre mondiale.

## Création et différentes dénominations
- juillet 1918 : création

## Historique du160erégiment d'artillerie

### Première Guerre mondiale
Le 160e régiment d'artillerie est créé en juillet 1918. Il rejoint l'Oise le 3 août, ses batteries sont réparties pour une attaque dans la région de Méry-la-Bataille. Il rejoint ensuite Flirey en Meurthe-et-Moselle. Le 21 septembre, il embarque à Toul et prend part à l'attaque de Champagne devant Mourmelon-le-Grand. Il quitte ensuite la Champagne pour se rendre en Lorraine où il construit en-hâte des positions de batterie et abris de munitions dans les environs d'Einville. Après la signature de l'armistice, le 160e d'artillerie reverse son matériel et se rend par étapes d'Einville à Schirmeck et de là à Strasbourg, par voie ferrée. En 1919, il reprend les traditions du 10e régiment d'artillerie à pied dissout.

### Seconde Guerre mondiale
Au 10 mai 1940, le 160e régiment d'artillerie de position est équipé 16 canons de 75 mle 1897 dont 4 sous casemate, 24 canons de 105 L mle 1913, 24 mortiers de 150 T mle 1917, 16 canons de 155 C mle 1915 et 10 canons de 155 L mle 1877. Le 1er groupe est affecté à la place de Metz et le reste du régiment à la place fortifiée de Verdun puis au secteur défensif des Ardennes.

## Drapeau
Le drapeau du 160e RAP ne porte aucune inscription.

## Sources
- Jean-Yves Mary, Alain Hohnadel, Jacques Sicard et François Vauviller (ill. Pierre-Albert Leroux), Hommes et ouvrages de la ligne Maginot, t. 2 : Les formes techniques de la fortification Nord-Est, Paris, éditions Histoire & collections, coll. « L'Encyclopédie de l'Armée française » (no 2), 2001, 222 p. (ISBN 2-908182-97-1).